# Dragovića Polje
Dragovića Polje (cyr. Драговића Поље) – wieś w Czarnogórze, w gminie Kolašin. W 2011 roku liczyła 57 mieszkańców.